# آندری بوگدانوف
آندری بوگدانوف (انگلیسی: Andrey Bogdanov; ۸ ژوئن ۱۹۵۸ – ۱ ژانویهٔ ۱۹۹۹) شناگر اهل اتحاد جماهیر شوروی سوسیالیستی بود.